# ام‌وی پریمروز
ام‌وی پریمروز (به انگلیسی: MV Primrose) یک کشتی بود که طول آن ۱۱۸٫۴ متر (۳۸۸٫۵ فوت) بود. این کشتی در سال ۱۹۷۵ ساخته شد.